# Billbergia nana
Billbergia nana är en gräsväxtart som beskrevs av Edmundo Pereira. Billbergia nana ingår i släktet Billbergia och familjen Bromeliaceae. Inga underarter finns listade i Catalogue of Life.